# Marcus Faison
Marcus Faison (* 18. Februar 1978 in Fayetteville, North Carolina) ist ein ehemaliger US-amerikanisch-belgischer Basketballspieler.
Faison hat nach seinem Studium in seinem Heimatland bis 2006 als Profi in seiner Wahlheimat Belgien gespielt, bevor er für Vereine in verschiedenen Ländern Europas antrat. Für die Nationalmannschaft seiner belgischen Wahlheimat war er Teilnehmer der EM-Endrunde 2011.

## Karriere
Während seines Studiums von 1996 bis 2000 am Siena College in Loudonville nahe Albany im US-Bundesstaat New York spielte Faison für die Saints genannte Hochschulmannschaft in der Metro Atlantic Athletic Conference der NCAA Division I. Für die Saints war er bis auf seine Freshman-Saison jeweils mannschaftsintern der Topscorer und platzierte sich in der Rangliste der zehn besten Punktesammler in der Geschichte der Hochschulmannschaft unter den besten Zehn. Nach dem Gewinn der Conference-Meisterschaft 1999 konnte man sich für die landesweite Endrunde qualifizieren, wo man den Razorbacks der University of Arkansas unterlag.
Nach dem Studium wechselte er im Jahr 2000 als Profi nach Europa, wo er in Pepinster nahe Lüttich für den dortigen belgischen Erstligaverein spielte. Während der Sommerpause 2002 war er für die neu gegründete Franchise Adirondack Wildcats der Sommerliga USBL noch einmal in seinem Heimatland aktiv. Anschließend kehrte er zur folgenden Saison 2002/03 nach Belgien zurück und spielte für den vormaligen belgischen Pokalsieger Spirou Charleroi, mit dem er auf Anhieb 2003 das Double aus Meisterschaft und Pokal gewann, wobei man im Meisterschaftsfinale ausgerechnet Faisons vormaligen Verein aus Pepinster besiegte. In der Saison 2003/04 gelang die Verteidigung der belgischen Meisterschaft, während man in der Saison 2004/05 jeweils nur Vize in beiden nationalen Wettbewerben wurde. In der folgenden Saison 2005/06 war Spirou wenig erfolgreich, auch weil Faison einen Kreuzbandriss erlitten hatte.
Zur Bundesliga-Saison 2006/07 wurde Faison dann vom deutschen Meister RheinEnergie Köln verpflichtet und nahm mit dem Verein auch an der EuroLeague teil. Während die Kölner in der ersten Gruppenphase der höchsten europäischen Spielklasse abgeschlagen ausschieden, wurde Faison im Dezember 2006 vom Konkurrenten Unicaja Málaga verpflichtet, als sich dessen Spieler Marcus Brown verletzte. Mit dem spanischen Meister von 2006 gelang dann nach einem Sieg in der Viertelfinalserie über den spanischen Konkurrenten FC Barcelona der Einzug ins Final-Four-Turnier der Euroleague, wo man Titelverteidiger ZSKA Moskau im Halbfinale unterlag. Durch einen Sieg über TAU Cerámica im Spiel um den dritten Platz wurde man beste spanische Mannschaft in diesem Wettbewerb, während man in der spanischen Meisterschaft als Titelverteidiger nach einer mäßigen Hauptrundensaison in der ersten Play-off-Runde genau dieser Mannschaft deutlich unterlegen war.
Für die Saison 2007/08 wurde Faison dann vom ukrainischen BC Kiew verpflichtet, mit dem er 2008 jeweils Zweiter in Meisterschaft und Pokalwettbewerb wurde. In der folgenden Saison spielte er für Beşiktaş JK Istanbul in der türkischen Basketballliga. Er absolvierte jedoch nur sieben Spiele bis Ende November für die Türken und wechselte im Januar 2009 in die spanische Liga ACB zurück, wo er jedoch den Abstieg seines Vereins ViveMenorca aus der höchsten spanischen Liga nach dem Ende der Saison nicht verhindern konnte. Für die Saison 2009/10 wurde er vom Athener Vorortverein Peristeri verpflichtet in der griechischen A1 Ethniki, den er jedoch auch vorzeitig im März 2010 verließ. Für den Rest dieser Saison spielte er erneut in der Ukraine, diesmal für Dnipro Dnipropetrowsk. Für die Saison 2010/11 kehrte er in seine Wahlheimat Belgien zurück und spielte erstmals im flandrischen Landesteil für BC Ostende. Mit diesem Verein erreichte er das belgische Pokalfinale und Halbfinale um die Meisterschaft. Auf internationaler Ebene erreichte man das Final-Four-Turnier im EuroChallenge-Wettbewerb, wo man vor heimischen Publikum dem späteren Titelgewinner KK Krka aus Novo mesto unterlag und nur den dritten Platz nach einem Sieg über BK Spartak Sankt Petersburg erreichte. Im Juni 2011 gaben Verein und Spieler bekannt, dass man den Vertrag nicht verlängern wolle.
Als Mitglied der belgischen Nationalmannschaft gelang es Faison und seinen Mannschaftskameraden, sich erstmals mit Belgien seit der EM 1993 wieder für eine kontinentale Endrunde zu qualifizieren. Vor Turnierbeginn der EM-Endrunde 2011 in Litauen verletzte sich jedoch ihr wichtigster Spieler Axel Hervelle und bei der Endrunde schied man dann sieglos in der ersten Gruppenphase aus. Im November 2011 schloss sich Faison dem Royal Basket Club aus Pepinster an, wo er seine Europakarriere begonnen hatte und der vom auch aus der deutschen Bundesliga bekannten Trainer Aaron McCarthy betreut wurde. Anfang Februar 2012 verließ Faison den in der belgischen Meisterschaft abgeschlagenen Tabellenletzten und schloss sich dem ukrainischen Erstligisten aus Krywyj Rih aus der Oblast Dnipropetrowsk an, wo er bereits 2010 beim regionalen Rivalen Dnipro unter Vertrag gestanden hatte. Im Sommer 2012 wechselte er auf die Philippinen zum Verein Petro Blaze Boosters in der Philippine Basketball Association. Für den Saisonstart in Europa wechselte er Anfang Oktober 2012 zum amtierenden georgischen Meister BK Armia Tiflis, der auch in der EuroChallenge spielte. Diesen verließ er jedoch zum Jahreswechsel und nach einem Abstecher in der iranischen Basketball-Superliga spielte er ab Ende Februar 2013 in der finnischen Korisliiga für die Basketballmannschaft aus Kotka.
In der Saison 2014/2015 spielte er für die Basketballmannschaft von Sint-Niklase Condors.